# Kristjan Ilves
Kristjan Ilves (* 10. Juni 1996 in Tartu) ist ein estnischer Nordischer Kombinierer.

## Werdegang
Ilves gewann bei den Estnischen Meisterschaften 2010 den Titel im Skispringen. Sein internationales Debüt als Kombinierer gab er bei den Nordischen Junioren-Skiweltmeisterschaften 2011 in Otepää. Im Gundersen Einzel von der Normalschanze erreichte er den 48. Platz. Im Teamwettbewerb wurde er mit der Mannschaft Zehnter. Nachdem er kurz darauf bei den estnischen Meisterschaften den Titel im Skispringen mit dem zweiten Platz nur knapp verpasst und zudem im Teamwettbewerb ebenfalls Silber gewonnen hatte, erreichte er im Team-Sprint der Kombination die Bronzemedaille. Ab März 2011 startete er im Continental Cup der Nordischen Kombination. Im Teamsprint in Kuopio wurde er gemeinsam mit Han-Hendrik Piho 12. und errang im Einzel von der Großschanze den 47. Platz und verpasste damit die Punkteränge deutlich.
Bei den Olympischen Jugend-Winterspielen 2012 in Innsbruck erreichte er den siebten Rang im Einzelwettbewerb. Nach den Spielen startete er in Kuopio erneut im Continental Cup konnte aber wie zuvor bereits nicht auf vordere Platzierungen kommen. Auch beim Grand-Prix im Sommer 2012 in Oberwiesenthal blieb er erfolglos auf hinteren Plätzen.
Im Januar 2013 gelang es Ilves beim Continental Cup in Klingenthal erstmals mit dem 16. Platz erstmals eine Top-20-Platzierung zu erreichen und zudem sein erster Punktgewinn. Bei den Nordischen Junioren-Skiweltmeisterschaften 2013 in Liberec gewann er im Gundersen Einzel von der Normalschanze und über fünf Kilometer die Bronzemedaille. Im Teamwettbewerb wurde er mit der Mannschaft achter und im Gundersen Einzel von der Normalschanze und über 10 Kilometer erreichte er Platz 10. Am 2. Februar 2013 gab er in Sotschi sein Debüt im Weltcup der Nordischen Kombination. Nach einem 41. Platz im Einzel erreichte er mit der Mannschaft, zu der auch Han-Hendrik Piho, Kail Piho und Karl-August Tiirmaa gehörten, den 12. und damit letzten Platz im Teamwettbewerb. Bei den Nordischen Skiweltmeisterschaften 2013 im Val di Fiemme errang Ilves im Gundersen Einzel den 48. Platz.
Am 5. Januar 2014 gewann Ilves in Tschaikowski seinen ersten Punkt im Weltcup. Dadurch konnte sich Ilves als einer von drei Esten für die Olympischen Spiele in Sotschi qualifizieren. Er belegte Rang 41 im Wettbewerb von der Normalschanze und wurde 34. von der Großschanze.
Bei den Nordischen Junioren-Skiweltmeisterschaften 2015 und 2016 konnte er seine Leistung aus Liberec bestätigen und gewann erneut jeweils die Bronzemedaille im Sprint. Darüber hinaus konnte er sich in diesen Jahren endgültig im Weltcup und in der estnischen Spitze etablieren. So feierte er im Sommer 2015 erstmals den Gewinn der estnischen Meisterschaft in der Nordischen Kombination, was er bis zum Winter 2019 noch weitere sechsmal wiederholen konnte.
2016/17 startete Ilves viermal im Continental Cup und erreichte dabei jedes Mal das Podest. Ende Januar 2017 gewann Ilves im heimischen Otepää seinen ersten Continental-Cup-Wettbewerb, was er im Februar in Eisenerz zweimal wiederholen konnte. Bei den Nordischen Skiweltmeisterschaften 2017 in Lahti trat Ilves bei allen vier Wettkämpfen an, wobei sein bestes Einzelresultat der 23. Platz im Gundersen-Wettkampf von der Normalschanze war. Im Sommer-Grand-Prix 2017 erzielte Ilves seine ersten beiden Platzierungen unter den Besten Fünf und konnte schließlich die Gesamtwertung auf dem fünften Platz beenden. Diese guten Leistungen konnte er auch im Winter 2017/18 zeigen, indem er am 4. Februar 2018 im japanischen Hakuba mit einem zweiten Platz erstmals das Podium erreichte und letzten Endes die Weltcup-Saison auf dem neunzehnten Platz abschloss. Ilves zeigt dabei vor allem im Sprunglauf seine besten Leistungen, sodass er in der Sprungwertung den elften Platz belegte. Bei seinen zweiten Olympischen Spielen in Pyeongchang verpasste er eine Überraschung und belegte Rang 16 von der Normalschanze sowie Platz 28 von der Großschanze.
Im Winter 2018/19 kämpfte Ilves durchgehend mit Formproblemen, sodass er nur selten die Punkteränge erreichte. Sein bestes Weltcup-Ergebnis des Winters war Platz 23 in Chaux-Neuve. Die Saison schloss er Ende März mit seinem siebten Meistertitel in der Nordischen Kombination sowie mit der Bronzemedaille bei den estnischen Skisprungmeisterschaften ab.
Seit der Vorbereitung auf die Saison 2019/20 trainiert Ilves gemeinsam mit dem norwegischen Weltcup-Kader. Ilves nahm an zwei Rennen des Sommer-Grand Prix 2019 teil, bei denen er die Plätze 10 und 12 belegte. Darüber hinaus wurde er Mitte September bei den norwegischen Sommermeisterschaften Vierter. Wenige Wochen später ging er auch bei den norwegischen Wintermeisterschaften an den Start, doch zog er sich bei einem Sturz in Falun eine Rückenmarkverletzung im Nackenbereich zu. Daher verpasste er die ersten Wettbewerbe der Weltcup-Saison, in die er erst im Januar im Rahmen der Wettbewerbe in Val di Fiemme einstieg. Beim ersten Wettkampf nach seiner Pause belegte er lediglich Platz 32, bei allen weiteren Rennen steigerte er seine Leistung jedoch und lief konstant in die Punkteränge, verpasste jedoch ebenso konstant die Top 15. Sein bestes Ergebnis dieser Weltcup-Saison war ein 17. Platz, in der Gesamtwertung belegte er letztendlich den 31. Rang.
Der Weltcup-Winter 2020/21 begann deutlich besser für Kristjan Ilves. Beim ersten Wettbewerb der Saison in Ruka wurde er Fünfter. Dieses Ergebnis konnte er zwei Tage später noch einmal wiederholen. Für den Rest der Saison lief Ilves recht konstant in die Punkteränge, konnte aber keine weiteren Top-Ten-Platzierungen erreichen. Bei den Nordischen Skiweltmeisterschaften, die nicht zum Weltcup zählen, belegte Ilves von der Normalschanze Platz 19, von der Großschanze Platz 11 und im Teamsprint gemeinsam mit seinem Bruder Andreas Platz 8. In der Weltcup-Gesamtwertung erreichte Kristjan Ilves 2020/21 den 17. Platz, womit er sein bislang bestes Ergebnis aus 2018 um zwei Plätze verbessern konnte.
Beim Sommer-Grand Prix 2021 nahm Ilves nur an zwei Wettkämpfen teil, bei denen er die Plätze 4 und 14 belegte. Im Winter begann die Weltcup-Saison 2021/22 ähnlich vielversprechend wie im Vorjahr: Bei den ersten beiden Rennen des Ruka Opening belegte Ilves die Plätze 4 und 8, im dritten Wettkampf wurde er dann aber im Springen aufgrund seines Anzugs disqualifiziert. Auch bei den weiteren Wettkämpfen zeigte der Este konstante Leistungen, so auch bei seinem Heimweltcup in Otepää, bei dem er die Plätze 8 und 17 belegte. Am 15. Januar 2022 schließlich konnte Kristjan Ilves beim Weltcup in Klingenthal zum zweiten Mal in seiner Karriere auf das Podest in einem Weltcuprennen laufen. Nachdem der Este nach dem Springen noch in Führung gelegen war, wurde er nach einem Zielsprint im Langlaufrennen Zweiter hinter dem Österreicher Johannes Lamparter. Diesen Erfolg konnte er am nächsten Tag wiederholen, erneut wurde er Zweiter hinter Lamparter.

## Erfolge

### Continental-Cup-Siege im Einzel
| Nr. | Datum            | Ort      | Disziplin               |
| --- | ---------------- | -------- | ----------------------- |
| 1.  | 21. Januar 2017  | Otepää   | Gundersen Normalschanze |
| 2.  | 11. Februar 2017 | Eisenerz | Gundersen Normalschanze |
| 3.  | 12. Februar 2017 | Eisenerz | Gundersen Normalschanze |

## Statistik

### Teilnahmen an Olympischen Winterspielen
| Jahr und Ort     | Wettbewerb   | Wettbewerb   | Wettbewerb |
| Jahr und Ort     | Gundersen NS | Gundersen GS | Team       |
| ---------------- | ------------ | ------------ | ---------- |
| 2014 Sotschi     | 41.          | 34.          | —          |
| 2018 Pyeongchang | 16.          | 28.          | —          |
| 2022 Peking      | —            | 09.          | —          |

### Teilnahmen an Weltmeisterschaften
| Jahr und Ort       | Wettbewerb   | Wettbewerb   | Wettbewerb | Wettbewerb |
| Jahr und Ort       | Gundersen NS | Gundersen GS | Teamsprint | Team       |
| ------------------ | ------------ | ------------ | ---------- | ---------- |
| 2013 Val di Fiemme | 48.          | 39.          | 11.        | —          |
| 2015 Falun         | 40.          | 38.          | 10.        | 11.        |
| 2017 Lahti         | 23.          | 27.          | 09.        | 12.        |
| 2019 Seefeld       | 43.          | DNS          | —          | —          |
| 2021 Oberstdorf    | 19.          | 11.          | 08.        | —          |
| 2023 Planica       | 06.          | 04.          | —          | —          |

### Weltcup-Platzierungen
| Saison  | Platz | Punkte |
| ------- | ----- | ------ |
| 2013/14 | 80.   | 0001   |
| 2014/15 | 66.   | 0002   |
| 2015/16 | 54.   | 0007   |
| 2016/17 | 42.   | 0081   |
| 2017/18 | 19.   | 0264   |
| 2018/19 | 54.   | 0022   |
| 2019/20 | 31.   | 0056   |
| 2020/21 | 17.   | 0187   |
| 2021/22 | 05.   | 0627   |
| 2022/23 | 05.   | 0753   |
| 2023/24 | 05.   | 1207   |

### Grand-Prix-Platzierungen
| Saison | Platz | Punkte |
| ------ | ----- | ------ |
| 2014   | 42.   | 0004   |
| 2015   | 27.   | 0021   |
| 2016   | 20.   | 0040   |
| 2017   | 05.   | 0194   |
| 2018   | 23.   | 0064   |
| 2019   | 34.   | 0048   |
| 2021   | 17.   | 0068   |
| 2022   | 15.   | 0066   |
| 2023   | 50.   | 0018   |
| 2024   | 03.   | 0170   |